# 共円

共円点の間を結ぶ弦の共点垂直二等分線

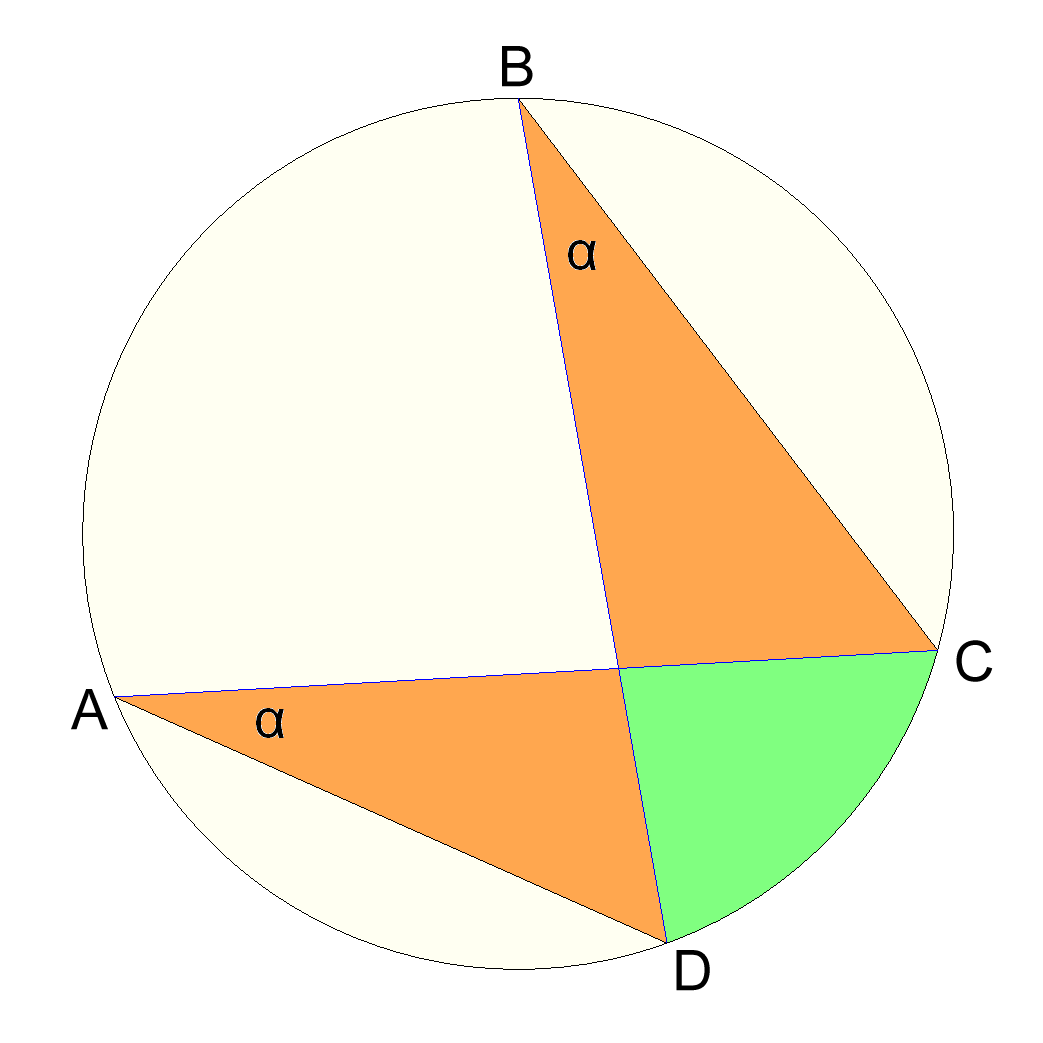
四つの共円点の成す共円四辺形と角度の等しい二つの角（円周角）

初等幾何学における与えられた点の集合が共円（きょうえん、英: concyclic, cocyclic）であるとは、それらの点が全て同一円周上にあることを言う。
明らかに、共円である点とそれらが共有する円の中心との距離はどの点でも同じになる（円の半径に等しい）。平面上の同一直線上にない三点は必ず共円となるが、四点より多くの点では必ずしも共円とならない。

## 二等分線
一般に、円の中心 O と円周上の点 P, Q があれば、必ず線分の長さ OP と OQ は等しくなければならないから（円の半径）、中心 O は線分 PQ の垂直二等分線上にある。
相異なる n 点に対しては、n(n − 1)/2 本の二等分線が引けるが、これらの点の共円条件はそれら二等分線がただ一点（それは共有する円の中心 O となるべき点である）で交わることと述べられる。

## 共円多角形

### 三角形の場合
任意の三角形に対しその三つの頂点は必ず同一円周上にある（それがゆえに、「共円性」の定義として狭義的に「四点より多くの点が同一円周上にあることと」とする文献もある）。三角形の三つの頂点がすべて載っている円は、その三角形の外接円と呼ばれる。与えられたひとつの三角形から導出できる頂点とは異なる複数の点の集合が（異なる複数の円に対して）共円になるということも起きる（九点円 やレスターの定理などを参照）。
共円点の集合が共有する円の半径は、定義により、それら共円点のうちの三つを頂点とする任意の円の外接円の半径に等しい。そのような三点の各二点間の距離を a, b, c とすれば、共有円の半径は {\displaystyle R={\sqrt {\frac {a^{2}b^{2}c^{2}}{(a+b+c)(-a+b+c)(a-b+c)(a+b-c)}}}} で与えられる（三角形の外接円の方程式、半径および中心座標を表す式は外接円#三角形の外接円の項を参照）。

### 共円四角形
四角形 ABCD のすべての頂点が共円であるとき、共円四辺形という。共円となるための必要十分条件は {\textstyle \angle CAD=\angle CBD}（円周角の定理の逆）であり、このような条件が満たされるにはその四角形の向かい合う内角が互いに補角となっていることが必要十分である。共円四辺形の辺の長さが隣り合う順に a, b, c, d であり、半周長を s (≔ (a+b+c+d)/2) と書くならば、外接円の半径を {\displaystyle R={\frac {1}{4}}{\sqrt {\frac {(ab+cd)(ac+bd)(ad+bc)}{(s-a)(s-b)(s-c)(s-d)}}}} で与えることができる。この式は15世紀のインドの数学者パラメーシュヴァラまで遡れる。
トレミーの定理により、四つの頂点 A, B, C, D がこの順で並ぶ四辺形の、各二頂点間の距離が与えられているとき、その四辺形が共円となる必要十分条件は、対角線の長さの積が二組の対辺の積の和に等しいこと: {\displaystyle AC\cdot BD=AB\cdot CD+BC\cdot AD} である。
ふたつの直線が、一方は線分 AC を含み他方は線分 BD を含んで、点 X で交わるならば、四点 A, B, C, D が共円となるための必要十分条件は {\displaystyle AX\cdot XC=BX\cdot XD} が満たされることである。このとき、交点 X は共有円の内部にあるかもしれないし外部にあるかもしれない。これは方冪の定理である。

### 一般の多角形の場合
より一般に、すべての頂点が共円であるような多角形は共円多角形または円内接多角形と言う。多角形が共円であるための必要十分条件は、そのすべての辺の垂直二等分線が共点直線族となることである

## 各種幾何学における共円性
文献によっては共線点族（同一直線上に載っている点からなる集合）を共円点族の特別の場合とみなすこともある（これは直線を半径無限大の円と考える場合には自然な考えである）。このように考えることは、射影幾何学的な観点から、円に関する反転やメビウス変換を扱う場合には有意である（これらの変換は、この拡張した意味での共円性を保つ）。
複素数平面（複素数の実部および虚部をデカルト平面の x-座標および y-座標と見なしてできる平面）において、共円性はとくに簡単な定式化をもつ。複素数平面上の四点が共円または共線となるための必要十分条件は、それらの複比が実数となることである。

## その他の性質
五つ以上の点を含む点集合が共円となるための必要十分条件は、その任意の四点部分集合が共円となることである。この性質を、凸集合のもつヘリー性の共円性版と見なすことができる。

## 例

### 三角形
- 任意の三角形において九点円と呼ばれる円を共有する九つの共円点が存在する。それら九点は: 各辺の中点、各頂垂線の足、各頂点と垂心の中点である。
- レスターの定理の述べるところによれば、任意の不等辺三角形において、二つのフェルマー点、九点中心（英語版）（九点円の中心）、外心が共円である。
- 三角形の各辺に平行でルモワーヌ点を通るように三つの直線を引くならば、それら直線ともとの三角形の辺との交点として得られる六点は共円で、共有する円はルモワーヌ円と呼ばれる。
- 任意の三角形 T に付随するヴァン・ラモン円は、与えられた三角形の三つの中線によって T の内側に描かれる六つの三角形の外心をすべて周上に含む。
- 三角形の外心、ルモワーヌ点および最初のふたつのブロカール点は共円で、共有する円は外心とルモワーヌ点を結ぶ線分を直径とする[13]。

### その他の多角形
- 多角形が共円であることは、そのすべての頂点が共円となることとして定義されるのであった。例えば任意の辺の数の正多角形は常にそのすべての頂点が共円である。
- 円外接多角形は、そのすべての辺に接するという意味で内接する内接円を持つ多角形のことである。したがって、それらすべての接点は内接円上で共円ということになる。
- 凸四辺形が直交対角線（英語版）である（つまり、たがいに直交する対角線を持つ）ための必要十分条件は、四つある各辺の中点と四つある中垂線（英語版）（中点から降ろした垂線）の足の八点が（「八点円」と呼ばれる円上で）共円となることである。

## 注